# UFC Fight Night: Smith vs. Teixeira
UFC Fight Night: Smith vs. Teixeira（ユーエフシー・ファイトナイト：スミス・バーサス・テイシェイラ、別名UFC Fight Night 171、UFC on ESPN+ 29）は、アメリカ合衆国の総合格闘技団体「UFC」の大会の一つ。2020年5月13日、フロリダ州ジャクソンビルのバイスター・ベテランズ・メモリアル・アリーナで開催された。

## 大会概要
本大会ではアンソニー・スミスとグローバー・テイシェイラのライトヘビー級戦が組まれた。

## 試合結果

### プレリミナリーカード
第1試合 ヘビー級 5分3R
○  チェイス・シャーマン vs.  アイザック・ビラヌエバ ×
2R 0:49 TKO（パウンド）
第2試合 フェザー級 5分3R
○  ブライアン・ケレハー vs.  ハンター・アジューレ ×
2R 3:40 KO（左フック）
第3試合 ライト級 5分3R
○  オマール・モラレス vs.  ガブリエル・ベニテス ×
3R終了 判定3-0（30-27、29-28、29-28）
第4試合 女子バンタム級 5分3R
○  シジャラ・ユーバンクス vs.  サラ・モラス ×
3R終了 判定3-0（30-27、30-27、30-26）

### メインカード
第5試合 ライト級 5分3R
○  ティアゴ・モイゼス vs.  マイケル・ジョンソン ×
2R 0:25 ヒールフック
第6試合 ヘビー級 5分3R
○  アンドレイ・アルロフスキー vs.  フィリペ・リンス ×
3R終了 判定3-0（30-27、30-27、29-28）
第7試合 バンタム級 5分3R
○  リッキー・シモン vs.  レイ・ボーグ ×
3R終了 判定2-1（28-29、29-28、29-28）
第8試合 ライト級 5分3R
○  ドリュー・ドーバー vs.  アレクサンダー・ヘルナンデス ×
2R 4:25 TKO（スタンドパンチ連打）
第9試合 ヘビー級 5分3R
○  ベン・ロズウェル vs.  オヴィンス・サンプルー ×
3R終了 判定2-1（28-29、29-28、29-28）
第10試合 ライトヘビー級 5分3R
○  グローバー・テイシェイラ vs.  アンソニー・スミス ×
5R 1:04 TKO（パウンド）

### 各賞
ファイト・オブ・ザ・ナイト：ブライアン・ケレハー vs. ハンター・アジューレ
パフォーマンス・オブ・ザ・ナイト：グローバー・テイシェイラ、ドリュー・ドーバー
各選手にはボーナスとして5万ドルが授与された。

### カード変更
負傷などによるカードの変更は以下の通り。